# 黄土镇 (成都市)
黄土镇，是中华人民共和国四川省成都市龍泉驛區曾经下辖的一个镇。2019年12月，撤销黄土镇，将其所属行政区域划归洪安镇管辖。

## 行政区划
黄土镇撤销前下辖以下地区：
人和街社区、宝滩社区、永丰村、三村村、大同村、长伍村、洪福村和洪安村。